# Dauphinkrone

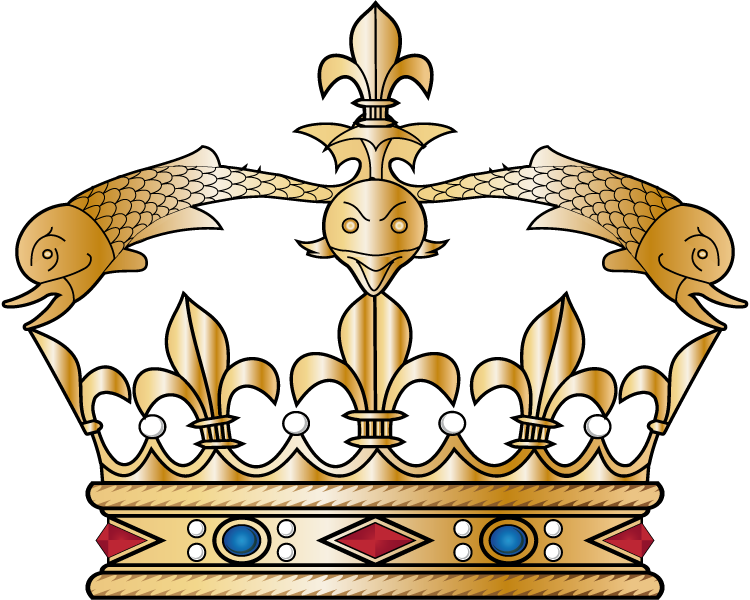
Zeichnerische Darstellung der Daupinkrone

Die französische Dauphinkrone war eine Kronprinzenkrone der Bourbonen.
Ähnlich der königlichen Bourbonenkrone waren von den acht Lilien auf dem Stirnreif fünf Lilien sichtbar. Die Kronenbügel wurden von vier Delfinen mit den gegeneinander gekehrten Schwänzen geformt. Obenauf war eine Lilie als Abschluss. Drei Delfine waren sichtbar.
Die Krone für königliche Prinzen oder der Geschwister des Dauphins, aber auch für die Nachgeborenen, war ähnlich. Diese Krone war ohne Bügel.